# Pehuenches (departamento)
Pehuenches é um departamento da Argentina, localizado na província de Neuquén.